# Rothia powelli
Rothia powelli är en fjärilsart som beskrevs av Charles Oberthür 1909. Rothia powelli ingår i släktet Rothia och familjen nattflyn. Inga underarter finns listade.